# Santos Andrade
José Pereira dos Santos Andrade, mais conhecido como Santos Andrade (Paranaguá, 9 de abril de 1842 — Curitiba, 15 de junho de 1900), foi um comerciante, promotor e político brasileiro.

## Biografia
Filho do comendador Antônio Ricardo dos Santos, figura de relevo na sociedade paranaense que chegou ao cargo de vice-presidente da província do Paraná, José Pereira estudou primeiras letras em sua cidade natal. Já aos 18 anos e longe da família aprendia a vivência de comerciante no Rio da Prata. Do mercado platino seguiu diretamente para São Paulo e iniciou os preparatórios para o curso de Direito. Um mal entendido com a família fez com que o curso fosse interrompido e assim optou a seguir para Minas Gerais e ganhar a vida advogando como provisionado. Após a pacificação com a família recomeçou a faculdade na cidade de Recife, aonde obteve o grau de Bacharel em Direito no ano de 1865. De regresso ao Paraná, foi nomeado promotor público em Antonina, cidade litorânea.
Após alguns anos no cargo de promotor, cedeu aos pedidos do pai e tornou-se comerciante em uma firma comercial e nas suas fábricas de erva-mate, em Morretes e depois em Curitiba.
A nova carreira, entretanto, não o proibiu de exercer cargos eletivos, elegendo-se deputado provincial em diversas legislaturas, deputado federal e senador de 1890 a 1895.
Como representante do Paraná na capital brasileira, ajudou a elaborar a Constituição da República dos Estados Unidos do Brasil que foi promulgada em 24 de fevereiro de 1891. Outro fato marcante na capital foi o manifesto-protesto, contra o golpe de estado do Marechal Deodoro da Fonseca de novembro de 1891, que Santos de Andrade apoiou e assinou.
Na ocasião da revolução federalista, acompanhou, muitas vezes, o Marechal vice-presidente da república, Floriano Peixoto, nas visitas de inspeção ao Morro do Castelo e às fortificações da Guanabara, arsenais de Guerra e da Marinha, e outros pontos de grande risco, para onde convergiam os tiros da Esquadra revoltada, sob o comando do Almirante Luís Filipe de Saldanha da Gama. Era então, senador. Apesar de sua posição política, ofereceu-se, como comandante do 7º Batalhão da Guarda Nacional para seguir na vanguarda da coluna do General Pires Ferreira. A coluna avançou por Itararé a fim de derrotar o general revoltoso Gumercindo Saraiva e retomar o Paraná.
Deixou sua cadeira no Senado quando foi eleito para a presidência do Paraná, cargo este que se iniciou no ano de 1896.
Foi presidente do Paraná em dois períodos, de 1896 a 1899 e de 1899 a 1900.
Santos Andrade iniciou o governo numa época em que se achavam vazios os cofres públicos, porém, foram anos mais calmos que os anteriores e com serenidade e justiça, apaziguou ódios e inimizades proveniente da Revolução federalista de 1893-94. Para que problemas fossem contornados, como a falta de receita e os vencimentos em atraso dos funcionários, o Dr. Santos Andrade, num belo gesto de dignidade e humanidade, deixou de receber seus próprios vencimentos, enquanto não estiveram em dia os vencimentos dos servidores públicos do estado. Essa remuneração, relegada durante quatro anos, só foi recebida pelos seus herdeiros, muito tempo depois.
No período final do seu governo teve ocasião de mostrar que quando necessário fosse, sua têmpera seria de aço, e sua energia das mais notáveis.
Em um conflito político e territorial com o estado vizinho de Santa Catarina na região denominada "Contestado" e disputada por ambos, uma vez que nesta época a fronteira não havia demarcação correta, uma coluna da polícia Barriga-verde, embarcada em lanchas e vapores, tinha a nítida intenção de ocupar terras que pertenciam ao Paraná. Contrapôs força a força e desarmou os soldados do estado vizinho, arrecadando-se, na ocasião, todas as armas e munições, em grande profusão, aliás.
Através de coligações políticas no senado, solicitou a ex-colegas da casa que mediassem o impasse da maneira mais agradável possível, e assim ocorreu, e ambos os congressos estaduais, paranaense e catarinense, aceitaram o laudo arbitral do cel. Joaquim Lacerda como definitivo e irrevogável, porém, não por muitos anos. No início do século XX e já sem a presença do memorável Dr. Santos Andrade este conflito retornou as páginas dos jornais brasileiros e tornou-se fato histórico que atualmente é conhecido como "Guerra do Contestado”.
A administração do então presidente paranaense terminou em 25 de fevereiro de 1900. Menos de quatro meses após esta data, falecia, em sua chácara no Barigui, na cidade de Curitiba, o Dr. José Pereira dos Santos Andrade, aos 58 anos e 2 meses, de moléstia cardiovascular fulminante. Este fato ocorreu na terceira sexta-feira de junho do ano de 1900.
Como homenagem ao ilustríssimo paranaense a cidade de Curitiba oficializou a praça em frente ao prédio histórico da UFPR como “Praça Santos Andrade”.